# Alsophis ater
Alsophis ater је гмизавац из реда Squamata и фамилије Colubridae. 

## Угроженост
Ова врста је крајње угрожена и у великој опасности од изумирања.

## Распрострањење
Ареал врсте је ограничен на једну државу. 
Јамајка је једино познато природно станиште врсте.